# مرموط بوباك
مرموط بوباك (الاسم العلمي:Marmota bobak) (بالإنجليزية: Bobak marmot)‏ هو نوع من الحيوانات يتبع جنس المرموط من فصيلة سنجابية.